# 多型马兰
多型马兰（学名：Kalimeris indica var. polymorpha）为菊科马兰属下的一个变种。

## 扩展阅读
- 維基物種上的相關：多型马兰